# KAA Gent in het seizoen 2018/19
Dit artikel beschrijft de prestaties van de Belgische voetbalclub KAA Gent in het seizoen 2018-2019.

## Gebeurtenissen

### Zomermercato
KAA Gent startte het seizoen met als hoofdcoach Yves Vanderhaeghe, die in de loop van het voorgaande seizoen de functie had opgenomen.
Tijdens de zomertransferperiode verkocht Gent een groot aantal sleutelspelers, onder wie Thomas Foket (Stade de Reims), Samuel Gigot (Spartak Moskou), Rangelo Janga (Astana FK), Samuel Kalu (Girondins de Bordeaux), Stefan Mitrović (RC Strasbourg), Danijel Milićević (KAS Eupen), Kenny Saief (RSC Anderlecht, aankoopoptie gelicht) en Moses Simon (Levante UD). Enkele andere spelers vertrokken op uitleenbasis, onder wie Yuya Kubo (FC Nürnberg) en Mamadou Sylla (Zulte Waregem).
De meest opvallende aankopen waren die van doelman Colin Coosemans (KV Mechelen), verdediger Timothy Derijck (Zulte Waregem), de Georgische spits Giorgi Kvilitaia (Rapid Wien), spelverdeler Vadis Odjidja (Olympiakos Piraeus), de Oekraïense verdediger Ihor Plastoen (PFK Ludogorets) en de Fransman Arnaud Souquet (OGC Nice). Flankspelers Stallone Limbombe (Antwerp) en Jean-Luc Dompé (Standard) werden transfervrij ingelijfd. De Nigeriaanse spits Taiwo Awoniyi werd gehuurd van Liverpool.
Alle uitgaande zomertransfers samen leverden KAA Gent een recordbedrag op van ongeveer veertig miljoen euro. De uitgaven voor nieuwe spelers bedroegen zo'n twaalf miljoen.

### Start van het seizoen
Gent opende de competitie met een nederlaag tegen Standard. Vervolgens behaalden de Buffalo's een 13 op 15, wat hen de vierde plaats in de rangschikking opleverde. Intussen hadden ze ook de voorrondes van de Europa League voor de kiezen gekregen. Eerst versloegen ze het Poolse Jagiellonia Białystok, maar in de volgende ronde werden ze uitgeschakeld door Girondins de Bordeaux, de nieuwe club van Kalu. Gent miste zo voor het tweede seizoen op rij de groepsfase van de Europa League.
Midden september kreeg Gent twee opeenvolgende thuisnederlagen te slikken, waaronder een zware 0–4 nederlaag tegen aartsrivaal Club Brugge. Een moeizame kwalificatie in de Beker van België tegen Virton (uit eerste amateurklasse) en een gelijkspel op Antwerp leverde Vanderhaeghe geen nieuw krediet op. Een nieuwe zware thuisnederlaag, 1–5 tegen Genk, betekende het einde van Vanderhaeghe bij KAA Gent. Op 8 oktober 2018 werd hij ontslagen. Gent stond op dat moment op de zevende plaats met 14 punten op 30.

### Trainerswissel en vervolg van het seizoen
Twee dagen na het ontslag van Vanderhaeghe werd de Deen Jess Thorup voorgesteld als zijn opvolger. De eerste wedstrijd onder Thorup was meteen een 0–4 overwinning op het terrein van KV Oostende. De volgende speeldagen bleven de resultaten echter wisselvallig. Bij het ingaan van de winterstop stond Gent nog steeds op de zevende plaats. Wel had het de halve finales van de Beker bereikt door in de achtste finale en kwartfinale respectievelijk Beerschot Wilrijk en Sint-Truiden te verslaan.

### Wintermercato
Lovre Kalinić vertrok tijdens de winterstop naar Aston Villa. In zijn plaats werd KV Kortrijk-doelman Thomas Kaminski aangetrokken. De Noorse spits Alexander Sørloth werd voor de rest van het seizoen gehuurd van Crystal Palace. Middenvelder Roman Bezoes werd aangetrokken van Sint-Truiden. Recordaankoop Franko Andrijašević werd voor de rest van het seizoen verhuurd aan Waasland-Beveren en de huurovereenkomst van Taiwo Awoniyi werd vervroegd beëindigd.

### Vervolg van het seizoen
Na de winterstop zetten de Buffalo's 2019 in met overwinningen tegen Kortrijk en Anderlecht en een gelijkspel tegen Club Brugge. Gent kon zich bovendien ook plaatsen voor de bekerfinale na winst van de halve finales tegen KV Oostende via strafschoppen, waarbij nieuwkomer Bezoes de beslissende strafschop binnentrapte. Hierna volgden twee nederlagen tegen achtereenvolgens Moeskroen en Waasland-Beveren, de voorlaatste in de rangschikking. Door deze nederlagen was Gent opnieuw uit de top-zes gezakt en leek het behalen van Play-off 1 opnieuw een bijzonder moeilijke klus te worden. De laatste vier wedstrijden van de reguliere competitie wonnen de Buffalo's echter vier keer op rij, waardoor ze zich op het nippertje plaatsten voor Play-off 1.

### Play-off 1 en bekerfinale

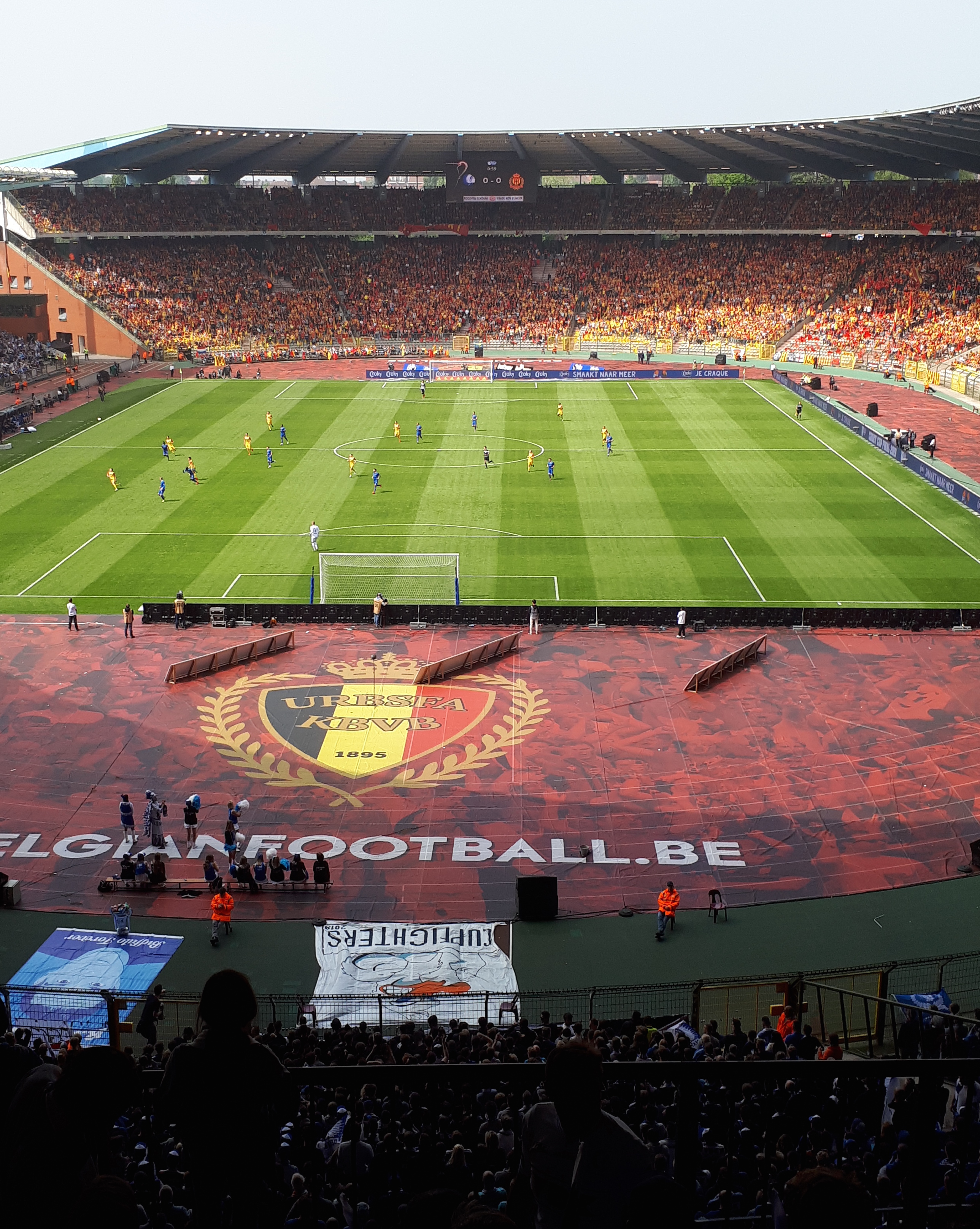
Tijdens de bekerfinale tegen KV Mechelen

De play-offs leken al snel een maat voor niets te worden voor Gent. De Buffalo's verloren hun eerste vier wedstrijden en stonden op de zesde en laatste plaats. Op de vijfde speeldag moest Gent op bezoek bij Anderlecht, dat eveneens nog puntenloos was in de play-offs. De partij eindigde op 0-0 en zo hadden beide ploegen halfweg de playoffs hun eerste punt. Op de zesde speeldag ontving Gent leider Genk en kreeg het een nieuwe nederlaag te slikken, het werd 0–1.
Na deze zes wedstrijden op rij zonder overwinning moest Gent de finale van de Beker van België aanvatten. De wedstrijd vond plaats op 1 mei 2019 in het Koning Boudewijnstadion te Brussel. Tegenstander was KV Mechelen, dat anderhalve maand eerder de titel in tweede klasse en bijbehorende promotie naar eerste had behaald. Gent kwam op voorsprong via Dompé, maar verloor uiteindelijk met 1–2. De teleurstelling bij de supporters was groot. Twee dagen na de verloren bekerfinale verscheen een statement van voorzitter Ivan De Witte op de clubwebsite, waarin hij de spelers een gebrek aan inzet verweet.
Doordat Gent naast de beker en de bijbehorende rechtstreekse kwalificatie voor de poules van de Europa League greep, moest het met de moed der wanhoop trachten om de vijfde plaats in play-off 1 te bemachtigen. Die kon eventueel alsnog een Europees ticket opleveren omdat Mechelen mogelijk van Europees voetbal uitgesloten zou worden wegens matchfixing in de zaak Propere Handen. Het zou een strijd worden met Anderlecht, dat op dat moment vijfde stond met één punt meer dan Gent.
Ook de thuiswedstrijd tegen aartsrivaal Club Brugge, op 5 mei, werd verloren (0–1). Op 8 mei berichtte Het Nieuwsblad dat KAA Gent na de verloren bekerfinale voormalig succescoach Hein Vanhaezebrouck had gepolst over een eventuele terugkeer. Dit werd door de club echter dezelfde dag nog ontkend in een bericht op de clubwebsite. Na twee opeenvolgende zeges op speeldag acht en negen wipte Gent over Anderlecht naar de vijfde plaats. De allerlaatste speeldag ontving Gent Anderlecht in een rechtstreeks duel voor de vijfde plaats. Gent won met 2–1 en sloot zo het seizoen af op de vijfde plaats.
Op 26 mei won Antwerp, de vierde in de rangschikking van play-off 1, de barrage tegen Charleroi, de winnaar van play-off 2. Op 1 juni werd KV Mechelen veroordeeld in de zaak Propere Handen. Het zakte naar eerste klasse B waar het moest starten met 12 punten aftrek en mocht het komende seizoen geen Europees voetbal spelen. Het ticket voor de tweede voorronde van de Europa League voor het komende seizoen ging daardoor naar KAA Gent als vijfde in de eindstand van play-off 1. KV Mechelen ging echter in beroep bij het BAS (Belgisch Arbitragehof voor de Sport). Het BAS oordeelde uiteindelijk op 17 juli dat Mechelen niet moest degraderen, maar het komende seizoen geen beker- of Europese wedstrijden mocht spelen. De definitieve beslissing van de UEFA dat het vijfde Europese ticket naar Gent kon gaan, kwam er daardoor pas op 18 juli, één week voor de eerste Europese wedstrijd die Gent het komende seizoen zou spelen.

## Spelerskern
| Nr.           | Naam                   | Nationaliteit                             | Geboortedatum | Competitie | Competitie | Beker | Beker | Andere | Andere | Europees | Europees | Totaal | Totaal | Bij de club sinds | Vorige club                          | Positie     |
| Nr.           | Naam                   | Nationaliteit                             | Geboortedatum | W          |            | W     |       | W      |        | W        |          | W      |        | Bij de club sinds | Vorige club                          | Positie     |
| ------------- | ---------------------- | ----------------------------------------- | ------------- | ---------- | ---------- | ----- | ----- | ------ | ------ | -------- | -------- | ------ | ------ | ----------------- | ------------------------------------ | ----------- |
| Keepers       |                        |                                           |               |            |            |       |       |        |        |          |          |        |        |                   |                                      |             |
| 1             | Thomas Kaminski(3)     | Vlag van België                           | 23-10-1992    | 19         | 0          | 3     | 0     | 0      | 0      | 0        | 0        | 22     | 0      | 2019              | KV Kortrijk                          | DM          |
| 20            | Yannick Thoelen        | Vlag van België                           | 18-07-1990    | 6          | 0          | 2     | 0     | 0      | 0      | 0        | 0        | 8      | 0      | 2015              | Lommel SK                            | DM          |
| 35            | Jari De Busser         | Vlag van België                           | 21-10-1990    | 0          | 0          | 0     | 0     | 0      | 0      | 0        | 0        | 0      | 0      | 2018              | Lierse SK                            | DM          |
| 91            | Lovre Kalinić(2)       | Vlag van Kroatië                          | 03-04-1990    | 14         | 0          | 1     | 0     | 0      | 0      | 3        | 0        | 18     | 0      | 2016              | HNK Hajduk Split                     | DM          |
| 92            | Colin Coosemans        | Vlag van België                           | 03-08-1992    | 2          | 0          | 0     | 0     | 0      | 0      | 1        | 0        | 3      | 0      | 2018              | KV Mechelen                          | DM          |
| Verdedigers   |                        |                                           |               |            |            |       |       |        |        |          |          |        |        |                   |                                      |             |
| 2             | Arnaud Souquet         | Vlag van Frankrijk                        | 12-02-1992    | 31         | 0          | 5     | 0     | 0      | 0      | 0        | 0        | 36     | 0      | 2018              | OGC Nice                             | RB, CV      |
| 4             | Sigurd Rosted          | Vlag van Noorwegen                        | 22-07-1994    | 29         | 5          | 5     | 1     | 0      | 0      | 4        | 0        | 38     | 6      | 2018              | Sarpsborg 08 FF                      | CV          |
| 5             | Ihor Plastoen          | Vlag van Oekraïne · Vlag van Bulgarije    | 20-08-1990    | 19         | 0          | 3     | 0     | 0      | 0      | 4        | 0        | 26     | 0      | 2018              | PFK Ludogorets                       | CV          |
| 12            | Franck Bahi            | Vlag van Guinee                           | 20-12-1999    | 0          | 0          | 0     | 0     | 0      | 0      | 0        | 0        | 0      | 0      | 2018              | Gangan FC                            | LB          |
| 21            | Nana Asare             | Vlag van Ghana · Vlag van België          | 11-07-1986    | 37         | 0          | 6     | 0     | 0      | 0      | 4        | 0        | 47     | 0      | 2013              | FC Utrecht                           | LB, CM, CAM |
| 27            | Anderson Arroyo        | Vlag van Colombia                         | 27-09-1999    | 0          | 0          | 0     | 0     | 0      | 0      | 0        | 0        | 0      | 0      | 2018              | Liverpool FC                         | LB, RB      |
| 28            | Dylan Bronn            | Vlag van Tunesië                          | 19-06-1995    | 28         | 7          | 5     | 1     | 0      | 0      | 0        | 0        | 33     | 8      | 2017              | Chamois Niortais FC                  | CV, RB      |
| 29            | Thibault De Smet       | Vlag van België                           | 05-06-1998    | 5          | 1          | 1     | 0     | 0      | 0      | 0        | 0        | 6      | 1      | 2016              | Eigen jeugd                          | CV, LB      |
| 32            | Thomas Foket(1)        | Vlag van België                           | 25-09-1994    | 5          | 0          | 0     | 0     | 0      | 0      | 4        | 0        | 9      | 0      | 2012              | KV Oostende (uitleenbasis)           | RB, RM, CAM |
| 76            | Timothy Derijck        | Vlag van België                           | 25-05-1987    | 17         | 1          | 4     | 0     | 0      | 0      | 0        | 0        | 21     | 1      | 2018              | SV Zulte Waregem                     | CV          |
| Middenvelders |                        |                                           |               |            |            |       |       |        |        |          |          |        |        |                   |                                      |             |
| 3             | Eric Smith             | Vlag van Zweden                           | 08-01-1997    | 2          | 0          | 1     | 0     | 0      | 0      | 0        | 0        | 3      | 0      | 2018              | IFK Norrköping                       | CVM, CM, CV |
| 6             | Birger Verstraete      | Vlag van België                           | 16-04-1994    | 34         | 5          | 4     | 0     | 0      | 0      | 4        | 0        | 42     | 5      | 2017              | KV Kortrijk                          | CM          |
| 7             | Giorgi Tsjakvetadze    | Vlag van Georgië                          | 29-08-1999    | 23         | 5          | 4     | 1     | 0      | 0      | 4        | 0        | 31     | 6      | 2017              | Dinamo Tbilisi                       | CAM, LM     |
| 8             | Vadis Odjidja-Ofoe     | Vlag van België                           | 21-02-1989    | 28         | 4          | 5     | 0     | 0      | 0      | 4        | 0        | 37     | 4      | 2018              | Olympiakos Piraeus                   | CM          |
| 10            | Renato Neto            | Vlag van Brazilië                         | 27-09-1991    | 1          | 0          | 0     | 0     | 0      | 0      | 0        | 0        | 1      | 0      | 2013              | MOL Vidi FC                          | CVM, CM     |
| 18            | Roman Bezoes(3)        | Vlag van Oekraïne                         | 26-09-1990    | 15         | 0          | 2     | 1     | 0      | 0      | 0        | 0        | 17     | 1      | 2019              | Sint-Truiden                         | CAM         |
| 19            | Brecht Dejaegere       | Vlag van België                           | 29-05-1991    | 34         | 2          | 4     | 0     | 0      | 0      | 3        | 0        | 41     | 2      | 2013              | KV Kortrijk                          | CAM         |
| 23            | Franko Andrijašević(2) | Vlag van Kroatië                          | 22-06-1991    | 10         | 0          | 0     | 0     | 0      | 0      | 2        | 0        | 12     | 0      | 2017              | HNK Rijeka                           | CAM         |
| 24            | Nicolas Raskin(2)      | Vlag van België                           | 23-02-2001    | 0          | 0          | 0     | 0     | 0      | 0      | 0        | 0        | 0      | 0      | 2017              | RSC Anderlecht                       | CM          |
| 34            | Ahmed Mostafa(2)       | Vlag van Egypte                           | 21-10-1997    | 1          | 0          | 0     | 0     | 0      | 0      | 0        | 0        | 1      | 0      | 2018              | Petrojet FC                          | LV, LM      |
| 44            | Anderson Esiti         | Vlag van Nigeria                          | 24-05-1994    | 26         | 0          | 4     | 0     | 0      | 0      | 0        | 0        | 30     | 0      | 2016              | Estoril                              | CVM         |
| Aanvallers    |                        |                                           |               |            |            |       |       |        |        |          |          |        |        |                   |                                      |             |
| 9             | Stallone Limbombe      | Vlag van België · Vlag van Congo-Kinshasa | 26-03-1991    | 24         | 4          | 2     | 2     | 0      | 0      | 2        | 0        | 28     | 6      | 2018              | Royal Antwerp FC                     | RV, LV, RM  |
| 10            | Alexander Sørloth      | Vlag van Noorwegen                        | 05-12-1995    | 19         | 4          | 3     | 1     | 0      | 0      | 0        | 0        | 22     | 5      | 2019              | Crystal Palace                       | SP          |
| 11            | Jean-Luc Dompé         | Vlag van Frankrijk · Vlag van Mali        | 12-08-1995    | 23         | 1          | 5     | 3     | 0      | 0      | 4        | 0        | 32     | 4      | 2018              | Standard Luik                        | RV, LV      |
| 13            | Giorgi Kvilitaia       | Vlag van Georgië                          | 01-10-1993    | 11         | 4          | 1     | 0     | 0      | 0      | 1        | 0        | 13     | 4      | 2022              | Rapid Wien                           | SP          |
| 16            | Jonathan David         | Vlag van Canada · Vlag van Haïti          | 14-01-2000    | 33         | 12         | 6     | 0     | 0      | 0      | 4        | 2        | 43     | 14     | 2018              | Eigen jeugd                          | SP          |
| 17            | Roman Jaremtsjoek      | Vlag van Oekraïne                         | 27-11-1995    | 37         | 8          | 4     | 3     | 0      | 0      | 4        | 1        | 45     | 12     | 2017              | Dynamo Kiev                          | SP          |
| 18            | Taiwo Awoniyi(2)       | Vlag van Nigeria                          | 12-08-1997    | 16         | 0          | 2     | 2     | 0      | 0      | 4        | 1        | 22     | 3      | 2018              | Royal Excel Moeskroen (uitleenbasis) | SP          |
| 22            | Aboubakary Koita(2)    | Vlag van België · Vlag van Senegal        | 20-09-1998    | 6          | 0          | 0     | 0     | 0      | 0      | 0        | 0        | 6      | 0      | 2017              | AS Verbroedering Geel                | LV, RV      |
| 31            | Yuya Kubo(1)           | Vlag van Japan                            | 24-12-1993    | 2          | 0          | 0     | 0     | 0      | 0      | 0        | 0        | 2      | 0      | 2017              | BSC Young Boys                       | SP          |
| 32            | Philip Azango          | Vlag van Nigeria                          | 21-05-1997    | 1          | 0          | 1     | 0     | 0      | 0      | 0        | 0        | 2      | 0      | 2018              | AS Trenčín                           | LV          |

DM: Doelman, RB: Rechtsback, CV: Centrale verdediger, LB: Linksback, CVM: Verdedigende middenvelder, CM: Centrale middenvelder, RM: Rechtsmidden, LM: Linksmidden, CAM: Aanvallende middenvelder, RV: Rechter vleugelspits, LV: Linker vleugelspits, CA: Hangende spits, SP: Diepste spits, : Aanvoerder

(1): verliet de club tijdens de zomertransferperiode (zie verder) maar speelde er in het begin van het seizoen nog enkele wedstrijden

(2): enkel eerste seizoenshelft bij KAA Gent; zie wintertransfers uitgaand

(3): enkel tweede seizoenshelft bij KAA Gent; zie wintertransfers inkomend

### Technische staf
| Functie           | Naam                    | Nationaliteit | Opmerking             |
| ----------------- | ----------------------- | ------------- | --------------------- |
| Hoofdtrainer      | Jess Thorup             | Denemarken    | vanaf 10 oktober 2018 |
| Hoofdtrainer      | Yves Vanderhaeghe       | België        | tot 8 oktober 2018    |
| Assistent-trainer | Peter Balette           | België        |                       |
| Assistent-trainer | Johnny Mølby            | Denemarken    | vanaf 1 december 2018 |
| Keepertrainer     | Francky Vandendriessche | België        |                       |
| Conditietrainer   | Stijn Matthys           | België        |                       |
| Videoanalist      | Herman De Landtsheer    | België        |                       |

## Transfers

### Inkomend
| Naam               | Land                                                  | Positie | Van                 | Type         |       |
| zomer              | zomer                                                 | zomer   | zomer               | zomer        | zomer |
| ------------------ | ----------------------------------------------------- | ------- | ------------------- | ------------ | ----- |
| Anderson Arroyo    | Vlag van Colombia                                     | V       | Liverpool FC        | Huur         |       |
| Taiwo Awoniyi      | Vlag van Nigeria                                      | A       | Liverpool FC        | Huur         |       |
| Philip Azango      | Vlag van Nigeria                                      | A       | AS Trenčín          | Aankoop      |       |
| Franck Bahi        | Vlag van Guinee                                       | V       | Gangan FC           | ?            |       |
| Giorgi Beridze     | Vlag van Georgië                                      | M       | AS Trenčín          | Einde huur   |       |
| Colin Coosemans    | Vlag van België                                       | DM      | KV Mechelen         | Aankoop      |       |
| Ofir Davidzada     | Vlag van Israël                                       | V       | Maccabi Tel Aviv FC | Einde huur   |       |
| Jari De Busser     | Vlag van België                                       | DM      | Lierse SK           | Transfervrij |       |
| Timothy Derijck    | Vlag van België                                       | V       | SV Zulte Waregem    | Aankoop      |       |
| Jean-Luc Dompé     | Vlag van Frankrijk · Vlag van Mali                    | A       | Standard Luik       | Transfervrij |       |
| Lior Inbrum        | Vlag van Israël                                       | A       | MS Asjdod           | Einde huur   |       |
| Giorgi Kvilitaia   | Vlag van Georgië                                      | A       | Rapid Wien          | Aankoop      |       |
| Stallone Limbombe  | Vlag van België · Vlag van Congo-Kinshasa             | A       | Antwerp FC          | Transfervrij |       |
| Danijel Milićević  | Vlag van Bosnië en Herzegovina · Vlag van Zwitserland | M       | FC Metz             | Einde huur   |       |
| Ahmed Mostafa      | Vlag van Egypte                                       | A       | Petrojet FC         | Aankoop      |       |
| Vadis Odjidja-Ofoe | Vlag van België                                       | M       | Olympiakos Piraeus  | Aankoop      |       |
| Peter Olayinka     | Vlag van Nigeria                                      | A       | SV Zulte Waregem    | Einde huur   |       |
| Ihor Plastoen      | Vlag van Oekraïne                                     | V       | PFK Ludogorets      | Aankoop      |       |
| Kenny Saief        | Vlag van Israël · Vlag van Verenigde Staten           | M       | RSC Anderlecht      | Einde huur   |       |
| Eric Smith         | Vlag van Zweden                                       | M       | IFK Norrköping      | Aankoop      |       |
| Noël Soumah        | Vlag van Senegal                                      | V       | KVC Westerlo        | Einde huur   |       |
| Arnaud Souquet     | Vlag van Frankrijk                                    | V       | OGC Nice            | Aankoop      |       |
| winter             |                                                       |         |                     |              |       |
| Roman Bezoes       | Vlag van Oekraïne                                     | M       | Sint-Truiden        | Aankoop      |       |
| Thomas Kaminski    | Vlag van België                                       | DM      | KV Kortrijk         | Aankoop      |       |
| Alexander Sørloth  | Vlag van Noorwegen                                    | A       | Crystal Palace FC   | Huur         |       |

### Uitgaand
| Naam                 | Land                                                  | Positie | Naar                  | Type         |       |
| zomer                | zomer                                                 | zomer   | zomer                 | zomer        | zomer |
| -------------------- | ----------------------------------------------------- | ------- | --------------------- | ------------ | ----- |
| Giorgi Beridze       | Vlag van Georgië                                      | M       | Újpest FC             | Verhuur      |       |
| Anders Christiansen  | Vlag van Denemarken                                   | M       | Malmö FF              | Verkoop      |       |
| Ofir Davidzada       | Vlag van Israël                                       | V       | Maccabi Tel Aviv FC   | Verkoop      |       |
| Noë Dussenne         | Vlag van België                                       | V       | FC Crotone            | Einde huur   |       |
| Thomas Foket         | Vlag van België                                       | V       | Stade de Reims        | Verkoop      |       |
| Samuel Gigot         | Vlag van Frankrijk                                    | V       | Spartak Moskou        | Verkoop      |       |
| Siebe Horemans       | Vlag van België                                       | V       | SBV Excelsior         | Verhuur      |       |
| Lior Inbrum          | Vlag van Israël                                       | A       | Beitar Jeruzalem      | Verhuur      |       |
| Rangelo Janga        | Vlag van Nederland                                    | A       | Astana FK             | Verkoop      |       |
| Samuel Kalu          | Vlag van Nigeria                                      | A       | Girondins de Bordeaux | Verkoop      |       |
| Yuya Kubo            | Vlag van Japan                                        | A       | 1. FC Nürnberg        | Verhuur      |       |
| Deiver Machado       | Vlag van Colombia                                     | V       | Atlético Nacional     | Verhuur      |       |
| Stefan Mitrović      | Vlag van Servië                                       | V       | RC Strasbourg         | Verkoop      |       |
| Danijel Milićević    | Vlag van Bosnië en Herzegovina · Vlag van Zwitserland | M       | KAS Eupen             | Verkoop      |       |
| Peter Olayinka       | Vlag van Nigeria                                      | A       | Slavia Praag          | Verkoop      |       |
| Kenny Saief          | Vlag van Israël · Vlag van Verenigde Staten           | M       | RSC Anderlecht        | Verkoop      |       |
| Moses Simon          | Vlag van Nigeria                                      | A       | Levante UD            | Verkoop      |       |
| Noël Soumah          | Vlag van Senegal                                      | V       | KVC Westerlo          | Transfervrij |       |
| Mamadou Sylla Diallo | Vlag van Senegal                                      | A       | SV Zulte Waregem      | Verhuur      |       |
| winter               |                                                       |         |                       |              |       |
| Franko Andrijašević  | Vlag van Kroatië                                      | M       | Waasland-Beveren      | Verhuur      |       |
| Taiwo Awoniyi        | Vlag van Nigeria                                      | A       | Liverpool FC          | Einde huur   |       |
| Lovre Kalinić        | Vlag van Kroatië                                      | DM      | Aston Villa FC        | Verkoop      |       |
| Aboubakary Koita     | Vlag van België · Vlag van Senegal                    | A       | KV Kortrijk           | Verhuur      |       |
| Ahmed Mostafa        | Vlag van Egypte                                       | M       | Smouha SC             | Verhuur      |       |
| Nicolas Raskin       | Vlag van België                                       | M       | Standard Luik         | Verkoop      |       |

## Oefenwedstrijden
| Oefenwedstrijden                                                  | Oefenwedstrijden        | Oefenwedstrijden                | Oefenwedstrijden                                                                                         | Oefenwedstrijden | Oefenwedstrijden |
| Wedstrijddetails                                                  | Thuisploeg              | Uitslag                         | Uitploeg                                                                                                 |                  |                  |
| ----------------------------------------------------------------- | ----------------------- | ------------------------------- | --- | ---------------- | ---------------- |
| Zomer                                                             |                         |                                 | |                  |                  |
| 22 juni 2018 19:00 PGB-stadion Gent                               | KRC Gent                | 0-8                             | KAA Gent                                                                                                 |                  |                  |
| 22 juni 2018 19:00 PGB-stadion Gent                               |                         | 0-1 0-2 0-3 0-4 0-5 0-6 0-7 0-8 | 27' (pen.) Neto 30' David 34' Plastoen 55' Jaremtsjoek 72' Jaremtsjoek 76' (pen.) Kubo 84' Kubo 87' Kubo |                  |                  |
| 23 juni 2018 17:30 Complex Keiskant Drongen                       | KVE Drongen             | 1-3                             | KAA Gent                                                                                                 |                  |                  |
| 23 juni 2018 17:30 Complex Keiskant Drongen                       | Samimi 34'              | 1-0 1-1 1-2 1-3                 | 44' Kubo 66' David 82' David                                                                             |                  |                  |
| 29 juni 2018 19:30 Sportcomplex Marc Gevaert Dikkelvenne          | SC Dikkelvenne          | 0-4                             | KAA Gent                                                                                                 |                  |                  |
| 29 juni 2018 19:30 Sportcomplex Marc Gevaert Dikkelvenne          |                         | 0-1 0-2 0-3 0-4                 | 7' Kubo 25' Jaremtsjoek 36' (pen.) Kubo 70' (pen.) Verstraete                                            |                  |                  |
| 30 juni 2018 17:00 Moerkensheide Merelbeke                        | KFC Merelbeke           | 1-4                             | KAA Gent                                                                                                 |                  |                  |
| 30 juni 2018 17:00 Moerkensheide Merelbeke                        | Oduro 83'               | 0-1 0-2 0-3 0-4 1-4             | 18' Limbombe 53' Koita 59' Beridze 65' Verstraete                                                        |                  |                  |
| 6 juli 2018 17:30 Burgemeester Thienpontstadion Oudenaarde        | KSV Oudenaarde          | 1-3                             | KAA Gent                                                                                                 |                  |                  |
| 6 juli 2018 17:30 Burgemeester Thienpontstadion Oudenaarde        | Vervaeke                | 1-0 1-1 1-2 1-3                 | 69' Sylla 76' (pen.) David 87' (pen.) Sylla                                                              |                  |                  |
| 7 juli 2018 18:00 Marcel De Kerpelstadion Wetteren                | RFC Wetteren            | 1-6                             | KAA Gent                                                                                                 |                  |                  |
| 7 juli 2018 18:00 Marcel De Kerpelstadion Wetteren                | Hykaj 53'               | 0-1 0-2 0-3 0-4 1-4 1-5 1-6     | 12' Dompé 33' Andrijašević 42' Janga 51' Koita 69' Olayinka 79' Kubo                                     |                  |                  |
| 12 juli 2018 18:00 Sportpark De Schuytgraaf Arnhem                | PAOK Saloniki           | 1-1                             | KAA Gent                                                                                                 |                  |                  |
| 12 juli 2018 18:00 Sportpark De Schuytgraaf Arnhem                | Jaba 29'                | 1-0 1-1                         | 90' Plastoen                                                                                             |                  |                  |
| 14 juli 2018 14:00 Trainingsveld Koning Willem II stadion Tilburg | Willem II               | 1-1                             | KAA Gent                                                                                                 |                  |                  |
| 14 juli 2018 14:00 Trainingsveld Koning Willem II stadion Tilburg | Abubakar                | 1-0 1-1                         | 63' (pen.) Kubo                                                                                          |                  |                  |
| 18 juli 2018 15:00                                                | KAA Gent                | 1-0                             | PEC Zwolle                                                                                               |                  |                  |
| 18 juli 2018 15:00                                                | Kubo 34'                | 1-0                             | |                  |                  |
| 21 juli 2018 18:00 Den Dreef Leuven                               | OH Leuven               | 0-2                             | KAA Gent                                                                                                 |                  |                  |
| 21 juli 2018 18:00 Den Dreef Leuven                               |                         | 0-1 0-2                         | 6' Limbombe 67' (pen.) Andrijašević                                                                      |                  |                  |
| 23 juli 2018 20:30 Ghelamco Arena Gent                            | KAA Gent                | 1-0                             | RC Strasbourg                                                                                            |                  |                  |
| 23 juli 2018 20:30 Ghelamco Arena Gent                            | Andrijašević 85' (pen.) | 1-0                             | |                  |                  |
| Herfst                                                            |                         |                                 | |                  |                  |
| 11 oktober 2018 15:00 Daknamstadion Lokeren                       | KSC Lokeren             | 1-2                             | KAA Gent                                                                                                 |                  |                  |
| 11 oktober 2018 15:00 Daknamstadion Lokeren                       | Jovanovic 50'           | 0-1 0-2 1-2                     | 25' (pen.) Neto 29' Andrijašević                                                                         |                  |                  |
| Winter                                                            |                         |                                 | |                  |                  |
| 10 januari 2019 14:30 Campos De Futbol Oliva Nova Oliva (Spanje)  | Holstein Kiel           | 1-6                             | KAA Gent                                                                                                 |                  |                  |
| 10 januari 2019 14:30 Campos De Futbol Oliva Nova Oliva (Spanje)  | Kinsombi 120'           | 0-1 0-2 0-3 0-4 0-5 0-6 1-6     | 30' Sørloth 48' Sørloth 55' Jaremtsjoek 66' Limbombe 73' Derijck 80' Dejaegere                           |                  |                  |
| 15 januari 2019 13:00                                             | KAA Gent                | 2-2                             | NAC Breda                                                                                                |                  |                  |
| 15 januari 2019 13:00                                             | De Smet 86' Rosted 90'  | 0-1 0-2 1-2 2-2                 | 17' Mühren 70' Te Vrede                                                                                  |                  |                  |

## Jupiler Pro League

### Reguliere competitie

#### Wedstrijden
| Jupiler Pro League                                             |                                                           |                                     |                                                                   | |                                                                   |
| Wedstrijddetails                                               | Thuisploeg                                                | Uitslag                             | Uitploeg                                                          | Opstelling | Kaarten                                                           |
| Heenronde                                                      |                                                           |                                     |                                                                   | |                                                                   |
| 27 juli 2018 20:30 Maurice Dufrasnestadion Luik                | Standard Luik                                             | 3 – 2                               | KAA Gent                                                          | Coosemans Foket, Rosted, Plastoen, Asare Verstraete, Odjidja (46' Esiti), Tsjakvetadze Dompé, Kubo (68' Awoniyi), Jaremtsjoek (79' Limbombe)           | 58' Esiti 59' Asare 65' Verstraete                                |
| 27 juli 2018 20:30 Maurice Dufrasnestadion Luik                | Djenepo 10' Mpoku 59' (pen.) Emond 79'                    | 1 – 0 1 – 1 2 – 1 3 – 1 3 – 2       | 45' Jaremtsjoek 82' Limbombe                                      | Coosemans Foket, Rosted, Plastoen, Asare Verstraete, Odjidja (46' Esiti), Tsjakvetadze Dompé, Kubo (68' Awoniyi), Jaremtsjoek (79' Limbombe)           | 58' Esiti 59' Asare 65' Verstraete                                |
| 4 augustus 2018 20:30 Ghelamco Arena Gent                      | KAA Gent                                                  | 1 – 1                               | SV Zulte Waregem                                                  | Coosemans Foket (77' Limbombe), Rosted, Plastoen, Asare Verstraete, Tsjakvetadze, Kubo (63' Dejaegere) Dompé, Awoniyi, Jaremtsjoek (77' David)         | 43' Verstraete 79' Limbombe 89' Rosted                            |
| 4 augustus 2018 20:30 Ghelamco Arena Gent                      | David 90+5'                                               | 0 – 1 1 – 1                         | 66' Derijck                                                       | Coosemans Foket (77' Limbombe), Rosted, Plastoen, Asare Verstraete, Tsjakvetadze, Kubo (63' Dejaegere) Dompé, Awoniyi, Jaremtsjoek (77' David)         | 43' Verstraete 79' Limbombe 89' Rosted                            |
| 12 augustus 2018 20:00 Ghelamco Arena Gent                     | KAA Gent                                                  | 4 – 1                               | Waasland-Beveren                                                  | Kalinić Foket, Rosted, Plastoen, Asare (81' De Smet) Verstraete, Dejaegere (66' Odjidja), Tsjakvetadze Limbombe, Awoniyi (71' David), Jaremtsjoek      | 28' Asare                                                         |
| 12 augustus 2018 20:00 Ghelamco Arena Gent                     | Jaremtsjoek 36' Verstraete 77' (pen.) David 83' David 90' | 1 – 0 2 – 0 2 – 1 3 – 1 4 – 1       | 82' Vukotić                                                       | Kalinić Foket, Rosted, Plastoen, Asare (81' De Smet) Verstraete, Dejaegere (66' Odjidja), Tsjakvetadze Limbombe, Awoniyi (71' David), Jaremtsjoek      | 28' Asare                                                         |
| 19 augustus 2018 20:00 Kehrwegstadion Eupen                    | KAS Eupen                                                 | 2 – 3                               | KAA Gent                                                          | Kalinić Foket, Rosted, Plastoen, Asare Verstraete, Odjidja, Tsjakvetadze (74' Dejaegere) Limbombe (81' Andrijašević), Awoniyi (46' David), Jaremtsjoek | 34' Odjidja 74' Kalinić 77' Odjidja 90+4' Jaremtsjoek 90+8' David |
| 19 augustus 2018 20:00 Kehrwegstadion Eupen                    | Toyokawa 5' García 84'                                    | 1 – 0 1 – 1 1 – 2 2 – 2 2 – 3       | 7' Odjidja 9' Rosted 90+2' (pen.) Verstraete                      | Kalinić Foket, Rosted, Plastoen, Asare Verstraete, Odjidja, Tsjakvetadze (74' Dejaegere) Limbombe (81' Andrijašević), Awoniyi (46' David), Jaremtsjoek | 34' Odjidja 74' Kalinić 77' Odjidja 90+4' Jaremtsjoek 90+8' David |
| 26 augustus 2018 18:00 Ghelamco Arena Gent                     | KAA Gent                                                  | 2 – 1                               | KSC Lokeren                                                       | Thoelen Foket, Rosted, Plastoen, Asare Verstraete, Dejaegere, Tsjakvetadze (87' Kvilitaia) Limbombe (62' Dompé), David, Jaremtsjoek (68' Awoniyi)      | 58' Dejaegere                                                     |
| 26 augustus 2018 18:00 Ghelamco Arena Gent                     | David 79' Kvilitaia 87'                                   | 0 – 1 1 – 1 2 – 1                   | 59' Cevallos                                                      | Thoelen Foket, Rosted, Plastoen, Asare Verstraete, Dejaegere, Tsjakvetadze (87' Kvilitaia) Limbombe (62' Dompé), David, Jaremtsjoek (68' Awoniyi)      | 58' Dejaegere                                                     |
| 2 september 2018 18:00 Jan Breydelstadion Brugge               | Cercle Brugge                                             | 0 – 3                               | KAA Gent                                                          | Kalinić Bronn, Rosted, Derijck, Asare Verstraete, Dejaegere (82' Mostafa), Tsjakvetadze Limbombe (77' Dompé), Jaremtsjoek (85' Kvilitaia), Koita       | 31' Bronn 72' Dejaegere 83' Mostafa                               |
| 2 september 2018 18:00 Jan Breydelstadion Brugge               |                                                           | 0 – 1 0 – 2 0 – 3                   | 25' (pen.) Verstraete 67' (pen.) Verstraete 90+1' Kvilitaia       | Kalinić Bronn, Rosted, Derijck, Asare Verstraete, Dejaegere (82' Mostafa), Tsjakvetadze Limbombe (77' Dompé), Jaremtsjoek (85' Kvilitaia), Koita       | 31' Bronn 72' Dejaegere 83' Mostafa                               |
| 16 september 2018 20:00 Ghelamco Arena Gent                    | KAA Gent                                                  | 1 – 2                               | Sint-Truiden                                                      | Kalinić Souquet (46' Bronn), Rosted, Derijck, Asare Verstraete, Dejaegere, Tsjakvetadze Limbombe, Jaremtsjoek (76' David), Koita (64' Azango)          | 45' Verstraete                                                    |
| 16 september 2018 20:00 Ghelamco Arena Gent                    | Bronn 51'                                                 | 0 – 1 1 – 1 1 – 2                   | 21' De Sart 80' Kamada                                            | Kalinić Souquet (46' Bronn), Rosted, Derijck, Asare Verstraete, Dejaegere, Tsjakvetadze Limbombe, Jaremtsjoek (76' David), Koita (64' Azango)          | 45' Verstraete                                                    |
| 23 september 2018 14:30 Ghelamco Arena Gent                    | KAA Gent                                                  | 0 – 4                               | Club Brugge                                                       | Kalinić Souquet (65' Dompé), Bronn, Plastoen, Asare Verstraete, Odjidja, Andrijašević (73' Limbombe) Jaremtsjoek (68' Awoniyi), David, Tsjakvetadze    | 90' Bronn                                                         |
| 23 september 2018 14:30 Ghelamco Arena Gent                    |                                                           | 0 – 1 0 – 2 0 – 3 0 – 4             | 33' Danjuma 50' Wesley 75' Wesley 82' Wesley                      | Kalinić Souquet (65' Dompé), Bronn, Plastoen, Asare Verstraete, Odjidja, Andrijašević (73' Limbombe) Jaremtsjoek (68' Awoniyi), David, Tsjakvetadze    | 90' Bronn                                                         |
| 30 september 2018 20:00 Bosuilstadion Antwerpen                | Antwerp FC                                                | 2 – 2                               | KAA Gent                                                          | Kalinić Bronn, Rosted, Plastoen, Asare Verstraete, Odjidja (88' Andrijašević), Tsjakvetadze Limbombe (75' Dejaegere), Awoniyi, Jaremtsjoek (69' Esiti) | 40' Verstraete 62' Limbombe                                       |
| 30 september 2018 20:00 Bosuilstadion Antwerpen                | Mbokani 22' Haroun 52'                                    | 0 – 1 1 – 1 1 – 2 2 – 2             | 16' Rosted 30' Odjidja                                            | Kalinić Bronn, Rosted, Plastoen, Asare Verstraete, Odjidja (88' Andrijašević), Tsjakvetadze Limbombe (75' Dejaegere), Awoniyi, Jaremtsjoek (69' Esiti) | 40' Verstraete 62' Limbombe                                       |
| 7 oktober 2018 20:00 Ghelamco Arena Gent                       | KAA Gent                                                  | 1 – 5                               | KRC Genk                                                          | Kalinić (46' Thoelen) Bronn, Rosted, Plastoen, Asare Verstraete, Odjidja, Tsjakvetadze Limbombe (46' Esiti), Awoniyi (66' Jaremtsjoek), Dejaegere      | 22' Dejaegere 42' Dejaegere 49' Tsjakvetadze 61' Odjidja          |
| 7 oktober 2018 20:00 Ghelamco Arena Gent                       | Bronn 38'                                                 | 0 – 1 0 – 2 0 – 3 1 – 3 1 – 4 1 – 5 | 17' Samatta 18' Paintsil 27' Ndongala 67' Malinovski 73' Paintsil | Kalinić (46' Thoelen) Bronn, Rosted, Plastoen, Asare Verstraete, Odjidja, Tsjakvetadze Limbombe (46' Esiti), Awoniyi (66' Jaremtsjoek), Dejaegere      | 22' Dejaegere 42' Dejaegere 49' Tsjakvetadze 61' Odjidja          |
| 21 oktober 2018 18:00 Versluys Arena Oostende                  | KV Oostende                                               | 0 – 4                               | KAA Gent                                                          | Thoelen Souquet, Rosted, Plastoen, Asare Verstraete (15' Esiti), Odjidja (57' Koita), Andrijašević Limbombe, Jaremtsjoek (79' Awoniyi), Tsjakvetadze   | 56' Andrijašević                                                  |
| 21 oktober 2018 18:00 Versluys Arena Oostende                  |                                                           | 0 – 1 0 – 2 0 – 3 0 – 4             | 18' Limbombe 43' Jaremtsjoek 59' Tsjakvetadze 87' Limbombe        | Thoelen Souquet, Rosted, Plastoen, Asare Verstraete (15' Esiti), Odjidja (57' Koita), Andrijašević Limbombe, Jaremtsjoek (79' Awoniyi), Tsjakvetadze   | 56' Andrijašević                                                  |
| 26 oktober 2018 20:30 Ghelamco Arena Gent                      | KAA Gent                                                  | 2 – 1                               | Sporting Charleroi                                                | Thoelen Souquet, Rosted, Plastoen, Asare Esiti, Dejaegere (92' Neto), Andrijašević Limbombe (84' Koita), Jaremtsjoek (80' Awoniyi), Tsjakvetadze       | 42' Souquet 80' Asare                                             |
| 26 oktober 2018 20:30 Ghelamco Arena Gent                      | Tsjakvetadze 36' Tsjakvetadze 48'                         | 1 – 0 1 – 1 2 – 1                   | 42' Osimhen                                                       | Thoelen Souquet, Rosted, Plastoen, Asare Esiti, Dejaegere (92' Neto), Andrijašević Limbombe (84' Koita), Jaremtsjoek (80' Awoniyi), Tsjakvetadze       | 42' Souquet 80' Asare                                             |
| 30 oktober 2018 20:30 Le Canonnier Moeskroen                   | Moeskroen                                                 | 3 – 1                               | KAA Gent                                                          | Kalinić Souquet, Rosted, Plastoen, Asare Esiti, Dejaegere, Andrijašević (67' Koita) Limbombe (58' David), Jaremtsjoek (82' Awoniyi), Tsjakvetadze      |                                                                   |
| 30 oktober 2018 20:30 Le Canonnier Moeskroen                   | Amallah 16' Van Durmen 45+3' Pierrot 76'                  | 1 – 0 2 – 0 3 – 0 3 – 1             | 89' Tsjakvetadze                                                  | Kalinić Souquet, Rosted, Plastoen, Asare Esiti, Dejaegere, Andrijašević (67' Koita) Limbombe (58' David), Jaremtsjoek (82' Awoniyi), Tsjakvetadze      |                                                                   |
| 3 november 2018 20:30 Ghelamco Arena Gent                      | KAA Gent                                                  | 3 – 1                               | KV Kortrijk                                                       | Kalinić Souquet (86' Bronn), Rosted, Plastoen, Asare Esiti, Dejaegere, Andrijašević (53' Verstraete) Limbombe, Jaremtsjoek (89' Koita), Tsjakvetadze   | 57' Jaremtsjoek                                                   |
| 3 november 2018 20:30 Ghelamco Arena Gent                      | Jaremtsjoek 55' Limbombe 71' (pen.) Jaremtsjoek 88'       | 0 – 1 1 – 1 2 – 1 3 – 1             | 41' Stojanović                                                    | Kalinić Souquet (86' Bronn), Rosted, Plastoen, Asare Esiti, Dejaegere, Andrijašević (53' Verstraete) Limbombe, Jaremtsjoek (89' Koita), Tsjakvetadze   | 57' Jaremtsjoek                                                   |
| 11 november 2018 14:30 Constant Vanden Stockstadion Anderlecht | RSC Anderlecht                                            | 2 – 0                               | KAA Gent                                                          | Kalinić Souquet, Plastoen, Rosted, Asare Esiti (89' Andrijašević), Dejaegere (75' David), Verstraete Limbombe (82' Dompé), Jaremtsjoek, Tsjakvetadze   | 28' Esiti 34' Verstraete 57' Souquet 90' Plastoen                 |
| 11 november 2018 14:30 Constant Vanden Stockstadion Anderlecht | Kums 4' Kums 73'                                          | 1 – 0 2 – 0                         |                                                                   | Kalinić Souquet, Plastoen, Rosted, Asare Esiti (89' Andrijašević), Dejaegere (75' David), Verstraete Limbombe (82' Dompé), Jaremtsjoek, Tsjakvetadze   | 28' Esiti 34' Verstraete 57' Souquet 90' Plastoen                 |
| Terugronde                                                     |                                                           |                                     |                                                                   | |                                                                   |
| 25 november 2018 14:30 Ghelamco Arena Gent                     | KAA Gent                                                  | 0 – 0                               | Antwerp FC                                                        | Kalinić Souquet, Bronn, Rosted, Asare Esiti, Dejaegere, Andrijašević (55' Odjidja) Limbombe (75' Dompé), David (55' Awoniyi), Tsjakvetadze             | 16' Asare                                                         |
| 25 november 2018 14:30 Ghelamco Arena Gent                     |                                                           |                                     |                                                                   | Kalinić Souquet, Bronn, Rosted, Asare Esiti, Dejaegere, Andrijašević (55' Odjidja) Limbombe (75' Dompé), David (55' Awoniyi), Tsjakvetadze             | 16' Asare                                                         |
| 30 november 2018 20:30 Daknamstadion Lokeren                   | KSC Lokeren                                               | 2 – 2                               | KAA Gent                                                          | Kalinić Souquet, Bronn, Rosted, Asare Esiti, Dejaegere, Odjidja (68' David) Limbombe (56' Dompé), Jaremtsjoek (56' Awoniyi), Tsjakvetadze              | 52' Jaremtsjoek 62' Esiti                                         |
| 30 november 2018 20:30 Daknamstadion Lokeren                   | Mareček 45+1' Terki 65'                                   | 1 – 0 2 – 0 2 – 1 2 – 2             | 87' Rosted 89' Bronn                                              | Kalinić Souquet, Bronn, Rosted, Asare Esiti, Dejaegere, Odjidja (68' David) Limbombe (56' Dompé), Jaremtsjoek (56' Awoniyi), Tsjakvetadze              | 52' Jaremtsjoek 62' Esiti                                         |
| 9 december 2018 20:00 Ghelamco Arena Gent                      | KAA Gent                                                  | 2 – 0                               | KAS Eupen                                                         | Kalinić Souquet, Bronn, Rosted, Asare Verstraete, Esiti (67' David), Odjidja Dejaegere, Jaremtsjoek (87' Awoniyi), Tsjakvetadze (66' Limbombe)         | 33' Asare 84' Verstraete                                          |
| 9 december 2018 20:00 Ghelamco Arena Gent                      | Rosted 12' Bronn 78'                                      | 1 – 0 2 – 0                         |                                                                   | Kalinić Souquet, Bronn, Rosted, Asare Verstraete, Esiti (67' David), Odjidja Dejaegere, Jaremtsjoek (87' Awoniyi), Tsjakvetadze (66' Limbombe)         | 33' Asare 84' Verstraete                                          |
| 14 december 2018 20:30 Stade du Pays de Charleroi Charleroi    | Sporting Charleroi                                        | 2 – 0                               | KAA Gent                                                          | Kalinić Souquet, Bronn, Rosted, De Smet (88' David) Odjidja, Esiti, Andrijašević (63' Limbombe) Dejaegere, Jaremtsjoek (79' Awoniyi), Tsjakvetadze     | 12' Bronn 18' Esiti 43' Jaremtsjoek 54' Kalinić                   |
| 14 december 2018 20:30 Stade du Pays de Charleroi Charleroi    | Osimhen 86' Bruno 90+4'                                   | 1 – 0 2 – 0                         |                                                                   | Kalinić Souquet, Bronn, Rosted, De Smet (88' David) Odjidja, Esiti, Andrijašević (63' Limbombe) Dejaegere, Jaremtsjoek (79' Awoniyi), Tsjakvetadze     | 12' Bronn 18' Esiti 43' Jaremtsjoek 54' Kalinić                   |
| 21 december 2018 20:30 Ghelamco Arena Gent                     | KAA Gent                                                  | 4 – 1                               | Cercle Brugge                                                     | Thoelen Souquet, Bronn, Rosted, Asare Esiti (60' Verstraete), Odjidja, David Dejaegere (78' Limbombe), Jaremtsjoek (60' Smith), Dompé                  |                                                                   |
| 21 december 2018 20:30 Ghelamco Arena Gent                     | Dejaegere 17' Rosted 34' David 51' Odjidja 64'            | 1 – 0 2 – 0 3 – 0 4 – 0 4 – 1       | 85' Gakpé                                                         | Thoelen Souquet, Bronn, Rosted, Asare Esiti (60' Verstraete), Odjidja, David Dejaegere (78' Limbombe), Jaremtsjoek (60' Smith), Dompé                  |                                                                   |
| 26 december 2018 20:30 Luminus Arena Genk                      | KRC Genk                                                  | 3 – 1                               | KAA Gent                                                          | Thoelen Souquet, Bronn (59' Plastoen), Rosted, Asare Esiti, Odjidja (67' Verstraete), David (73' Awoniyi) Dejaegere, Jaremtsjoek, Dompé                | 29' Souquet 61' Asare 76' Rosted                                  |
| 26 december 2018 20:30 Luminus Arena Genk                      | Samatta 23' Dewaest 47' Heynen 85'                        | 0 – 1 1 – 1 2 – 1 3 – 1             | 6' Bronn                                                          | Thoelen Souquet, Bronn (59' Plastoen), Rosted, Asare Esiti, Odjidja (67' Verstraete), David (73' Awoniyi) Dejaegere, Jaremtsjoek, Dompé                | 29' Souquet 61' Asare 76' Rosted                                  |
| 20 januari 2019 18:00 Ghelamco Arena Gent                      | KAA Gent                                                  | 1 – 0                               | RSC Anderlecht                                                    | Kaminski Souquet, Bronn, Plastoen, Asare Esiti, Odjidja (80' Verstraete), David (71' Derijck) Sørloth, Jaremtsjoek, Dompé (71' Dejaegere)              | 41' Esiti 50' Asare                                               |
| 20 januari 2019 18:00 Ghelamco Arena Gent                      | Sørloth 75'                                               | 1 – 0                               |                                                                   | Kaminski Souquet, Bronn, Plastoen, Asare Esiti, Odjidja (80' Verstraete), David (71' Derijck) Sørloth, Jaremtsjoek, Dompé (71' Dejaegere)              | 41' Esiti 50' Asare                                               |
| 27 januari 2019 20:00 Guldensporenstadion Kortrijk             | KV Kortrijk                                               | 1 – 2                               | KAA Gent                                                          | Kaminski Plastoen, Derijck, Rosted, De Smet Smith (67' Bezoes), Verstraete, David Dejaegere, Jaremtsjoek (59' Sørloth), Dompé (67' Tsjakvetadze)       | 39' Dejaegere 86' Bezoes                                          |
| 27 januari 2019 20:00 Guldensporenstadion Kortrijk             | Ouali 15'                                                 | 0 – 1 1 – 1 1 – 2                   | 4' David 76' De Smet                                              | Kaminski Plastoen, Derijck, Rosted, De Smet Smith (67' Bezoes), Verstraete, David Dejaegere, Jaremtsjoek (59' Sørloth), Dompé (67' Tsjakvetadze)       | 39' Dejaegere 86' Bezoes                                          |
| 3 februari 2019 14:30 Jan Breydelstadion Brugge                | Club Brugge                                               | 1 – 1                               | KAA Gent                                                          | Kaminski Souquet, Bronn, Rosted, Asare Esiti, Odjidja, Bezoes (61' Jaremtsjoek) Sørloth, David (69' Dejaegere), Dompé (65' Verstraete)                 | 31' Bronn 53' Sørloth 56' Esiti 62' Esiti 90+5' Jaremtsjoek       |
| 3 februari 2019 14:30 Jan Breydelstadion Brugge                | Openda 71'                                                | 0 – 1 1 – 1                         | 18' David                                                         | Kaminski Souquet, Bronn, Rosted, Asare Esiti, Odjidja, Bezoes (61' Jaremtsjoek) Sørloth, David (69' Dejaegere), Dompé (65' Verstraete)                 | 31' Bronn 53' Sørloth 56' Esiti 62' Esiti 90+5' Jaremtsjoek       |
| 10 februari 2019 20:00 Ghelamco Arena Gent                     | KAA Gent                                                  | 1 – 2                               | Moeskroen                                                         | Kaminski Souquet, Bronn, Rosted, Asare Verstraete, Bezoes (60' Kvilitaia), Odjidja Sørloth, David, Dompé (60' Dejaegere)                               |                                                                   |
| 10 februari 2019 20:00 Ghelamco Arena Gent                     | Bronn 60' (pen.)                                          | 0 – 1 0 – 2 1 – 2                   | 43' Awoniyi 51' Friede                                            | Kaminski Souquet, Bronn, Rosted, Asare Verstraete, Bezoes (60' Kvilitaia), Odjidja Sørloth, David, Dompé (60' Dejaegere)                               |                                                                   |
| 16 februari 2019 20:30 Freethielstadion Beveren                | Waasland-Beveren                                          | 2 – 1                               | KAA Gent                                                          | Kaminski Souquet, Bronn, Derijck, Asare Esiti (52' Bezoes), Odjidja, David Sørloth, Jaremtsjoek (76' Kvilitaia), Dejaegere (43' Dompé)                 | 49' Esiti 67' Dompé 83' Bezoes                                    |
| 16 februari 2019 20:30 Freethielstadion Beveren                | Caufriez 37' Forte 84' (pen.)                             | 1 – 0 2 – 0 2 – 1                   | 90+1' Kvilitaia                                                   | Kaminski Souquet, Bronn, Derijck, Asare Esiti (52' Bezoes), Odjidja, David Sørloth, Jaremtsjoek (76' Kvilitaia), Dejaegere (43' Dompé)                 | 49' Esiti 67' Dompé 83' Bezoes                                    |
| 22 februari 2019 20:30 Ghelamco Arena Gent                     | KAA Gent                                                  | 2 – 1                               | Standard Luik                                                     | Kaminski Souquet, Bronn, Derijck, De Smet Esiti, Odjidja, David (90+4' Verstraete) Sørloth, Jaremtsjoek (69' Dejaegere), Dompé                         | 24' Esiti 90+3' Bronn                                             |
| 22 februari 2019 20:30 Ghelamco Arena Gent                     | Sørloth 39' Bronn 43'                                     | 1 – 0 2 – 0 2 – 1                   | 90+1' Emond                                                       | Kaminski Souquet, Bronn, Derijck, De Smet Esiti, Odjidja, David (90+4' Verstraete) Sørloth, Jaremtsjoek (69' Dejaegere), Dompé                         | 24' Esiti 90+3' Bronn                                             |
| 3 maart 2019 14:30 Regenboogstadion Waregem                    | SV Zulte Waregem                                          | 1 – 3                               | KAA Gent                                                          | Kaminski Souquet, Derijck, Rosted, Asare Esiti (56' Verstraete), Odjidja, David Sørloth, Jaremtsjoek (70' Dejaegere), Dompé (77' Limbombe)             | 62' Odjidja 72' Rosted                                            |
| 3 maart 2019 14:30 Regenboogstadion Waregem                    | Bongonda 5'                                               | 0 – 1 1 – 1 1 – 2 1 – 3             | 2' Odjidja 59' David 90+2' Sørloth                                | Kaminski Souquet, Derijck, Rosted, Asare Esiti (56' Verstraete), Odjidja, David Sørloth, Jaremtsjoek (70' Dejaegere), Dompé (77' Limbombe)             | 62' Odjidja 72' Rosted                                            |
| 10 maart 2019 18:00 Ghelamco Arena Gent                        | KAA Gent                                                  | 2 – 1                               | KV Oostende                                                       | Kaminski Souquet, Bronn, Derijck, Asare Odjidja (90+1' Esiti), David, Verstraete Sørloth, Jaremtsjoek (66' Dejaegere), Dompé (72' Bezoes)              | 80' Bezoes                                                        |
| 10 maart 2019 18:00 Ghelamco Arena Gent                        | Jaremtsjoek 3' Dompé 50'                                  | 1 – 0 1 – 1 2 – 1                   | 43' Nastić                                                        | Kaminski Souquet, Bronn, Derijck, Asare Odjidja (90+1' Esiti), David, Verstraete Sørloth, Jaremtsjoek (66' Dejaegere), Dompé (72' Bezoes)              | 80' Bezoes                                                        |
| 17 maart 2019 18:00 Stayen Sint-Truiden                        | Sint-Truiden                                              | 0 – 2                               | KAA Gent                                                          | Kaminski Souquet, Bronn, Derijck, Asare Odjidja, David (74' Dejaegere), Verstraete Sørloth, Jaremtsjoek (87' Bezoes), Dompé (82' Rosted)               | 84' Odjidja 90+2' Kaminski                                        |
| 17 maart 2019 18:00 Stayen Sint-Truiden                        |                                                           | 0 – 1 0 – 2                         | 17' Jaremtsjoek 60' Jaremtsjoek                                   | Kaminski Souquet, Bronn, Derijck, Asare Odjidja, David (74' Dejaegere), Verstraete Sørloth, Jaremtsjoek (87' Bezoes), Dompé (82' Rosted)               | 84' Odjidja 90+2' Kaminski                                        |

#### Overzicht
| Speeldag  | 1  | 2  | 3 | 4 | 5  | 6  | 7  | 8  | 9  | 10 | 11 | 12 | 13 | 14 | 15 | 16 | 17 | 18 | 19 | 20 | 21 | 22 | 23 | 24 | 25 | 26 | 27 | 28 | 29 | 30 |
| --------- | -- | -- | - | - | -- | -- | -- | -- | -- | -- | -- | -- | -- | -- | -- | -- | -- | -- | -- | -- | -- | -- | -- | -- | -- | -- | -- | -- | -- | -- |
| Resultaat | v  | g  | w | w | w  | w  | v  | v  | g  | v  | w  | w  | v  | w  | v  | g  | g  | w  | v  | w  | v  | w  | w  | g  | v  | v  | w  | w  | w  | w  |
| Punten    | 0  | 1  | 4 | 7 | 10 | 13 | 13 | 13 | 14 | 14 | 17 | 20 | 20 | 23 | 23 | 24 | 25 | 28 | 28 | 31 | 31 | 34 | 37 | 38 | 38 | 38 | 41 | 44 | 47 | 50 |
| Positie   | 11 | 12 | 8 | 7 | 6  | 4  | 5  | 5  | 6  | 7  | 6  | 5  | 5  | 5  | 6  | 7  | 8  | 6  | 8  | 7  | 7  | 6  | 6  | 6  | 7  | 7  | 7  | 7  | 6  | 5  |

#### Klassement
| Pos | Team           | Wed | W  | G  | V  | Ptn | DV | DT | +/− |      |
| --- | -------------- | --- | -- | -- | -- | --- | -- | -- | --- | ---- |
| 2   | Club Brugge    | 30  | 16 | 8  | 6  | 56  | 64 | 32 | +32 | PO 1 |
| 3   | Standard Luik  | 30  | 15 | 8  | 7  | 53  | 49 | 35 | +14 | PO 1 |
| 4   | RSC Anderlecht | 30  | 15 | 6  | 9  | 51  | 48 | 35 | +13 | PO 1 |
| 5   | KAA Gent       | 30  | 15 | 5  | 10 | 50  | 53 | 45 | +8  | PO 1 |
| 6   | Antwerp FC     | 30  | 14 | 7  | 9  | 49  | 39 | 34 | +5  | PO 1 |
| 7   | STVV           | 30  | 12 | 11 | 7  | 47  | 47 | 36 | +11 | PO 2 |
| 8   | KV Kortrijk    | 30  | 12 | 7  | 11 | 43  | 44 | 42 | +2  | PO 2 |

PO I: Play-off I, PO II: Play-off II, : Degradeert na dit seizoen naar eerste klasse B

### Play-off I

#### Wedstrijden
| Jupiler Pro League                                          |                                        |                               |                                     | |                                  |
| Wedstrijddetails                                            | Thuisploeg                             | Uitslag                       | Uitploeg                            | Opstelling | Kaarten                          |
| Heenronde                                                   |                                        |                               |                                     | |                                  |
| 31 maart 2019 18:00 Jan Breydelstadion Brugge               | Club Brugge                            | 3 – 0                         | KAA Gent                            | Kaminski Souquet, Bronn, Derijck, Asare Odjidja, David (56' Rosted), Verstraete Sørloth, Jaremtsjoek (75' Bezoes), Dompé (29' Dejaegere)            | 25' Odjidja                      |
| 31 maart 2019 18:00 Jan Breydelstadion Brugge               | Vormer 14' Mata 26' Vanaken 57'        | 1 – 0 2 – 0 3 – 0             |                                     | Kaminski Souquet, Bronn, Derijck, Asare Odjidja, David (56' Rosted), Verstraete Sørloth, Jaremtsjoek (75' Bezoes), Dompé (29' Dejaegere)            | 25' Odjidja                      |
| 3 april 2019 20:30 Ghelamco Arena Gent                      | KAA Gent                               | 1 – 2                         | Standard Luik                       | Kaminski Souquet, Bronn, Derijck, Asare Odjidja (82' Kvilitaia), David (73' Bezoes), Verstraete Sørloth, Jaremtsjoek, Dompé (73' Limbombe)          | 88' Verstraete 90+1' Jaremtsjoek |
| 3 april 2019 20:30 Ghelamco Arena Gent                      | Verstraete 47'                         | 0 – 1 1 – 1 1 – 2             | 45' Emond 90' (pen.) Marin          | Kaminski Souquet, Bronn, Derijck, Asare Odjidja (82' Kvilitaia), David (73' Bezoes), Verstraete Sørloth, Jaremtsjoek, Dompé (73' Limbombe)          | 88' Verstraete 90+1' Jaremtsjoek |
| 6 april 2019 20:30 Luminus Arena Genk                       | KRC Genk                               | 2 – 1                         | KAA Gent                            | Kaminski Souquet, Bronn, Derijck, Asare Esiti (62' Bezoes), David (74' Tsjakvetadze), Verstraete Sørloth, Jaremtsjoek, Dejaegere (74' Limbombe)     | 42' Bronn 65' Asare 74' Bezoes   |
| 6 april 2019 20:30 Luminus Arena Genk                       | Malinovski 43' (pen.) Malinovski 45+1' | 1 – 0 2 – 0 2 – 1             | 87' Derijck                         | Kaminski Souquet, Bronn, Derijck, Asare Esiti (62' Bezoes), David (74' Tsjakvetadze), Verstraete Sørloth, Jaremtsjoek, Dejaegere (74' Limbombe)     | 42' Bronn 65' Asare 74' Bezoes   |
| 13 april 2019 20:30 Ghelamco Arena Gent                     | KAA Gent                               | 1 – 2                         | Antwerp FC                          | Kaminski Souquet (75' Kvilitaia), Bronn, Derijck, Asare Verstraete, Bezoes (46' Tsjakvetadze), David Sørloth, Jaremtsjoek, Dejaegere (58' Limbombe) | 68' Jaremtsjoek 89' Bronn        |
| 13 april 2019 20:30 Ghelamco Arena Gent                     | Tsjakvetadze 77'                       | 0 – 1 1 – 1 1 – 2             | 21' Baby 82' Refaelov               | Kaminski Souquet (75' Kvilitaia), Bronn, Derijck, Asare Verstraete, Bezoes (46' Tsjakvetadze), David Sørloth, Jaremtsjoek, Dejaegere (58' Limbombe) | 68' Jaremtsjoek 89' Bronn        |
| 21 april 2019 18:00 Constant Vanden Stockstadion Anderlecht | RSC Anderlecht                         | 0 – 0                         | KAA Gent                            | Kaminski Souquet, Bronn, Derijck, Asare Esiti, Verstraete, David Sørloth (62' Bezoes), Jaremtsjoek (92' Kvilitaia), Tsjakvetadze (59' Dompé)        |                                  |
| 21 april 2019 18:00 Constant Vanden Stockstadion Anderlecht |                                        |                               |                                     | Kaminski Souquet, Bronn, Derijck, Asare Esiti, Verstraete, David Sørloth (62' Bezoes), Jaremtsjoek (92' Kvilitaia), Tsjakvetadze (59' Dompé)        |                                  |
| Terugronde                                                  |                                        |                               |                                     | |                                  |
| 27 april 2019 20:30 Ghelamco Arena Gent                     | KAA Gent                               | 0 – 1                         | KRC Genk                            | Kaminski Souquet, Bronn, Derijck, Asare (75' De Smet) Esiti, Verstraete, Odjidja (65' Bezoes) Sørloth, Kvilitaia (56' David), Dejaegere             | 54' Kvilitaia 79' Souquet        |
| 27 april 2019 20:30 Ghelamco Arena Gent                     |                                        | 0 – 1                         | 55' Trossard                        | Kaminski Souquet, Bronn, Derijck, Asare (75' De Smet) Esiti, Verstraete, Odjidja (65' Bezoes) Sørloth, Kvilitaia (56' David), Dejaegere             | 54' Kvilitaia 79' Souquet        |
| 5 mei 2019 18:00 Ghelamco Arena Gent                        | KAA Gent                               | 0 – 1                         | Club Brugge                         | Kaminski Rosted (40' Souquet), Bronn, Derijck, Asare Verstraete, Odjidja, Bezoes (73' Dompé) Sørloth, Jaremtsjoek, Dejaegere (77' David)            | 13' Bezoes 36' Rosted            |
| 5 mei 2019 18:00 Ghelamco Arena Gent                        |                                        | 0 – 1                         | 33' Rits                            | Kaminski Rosted (40' Souquet), Bronn, Derijck, Asare Verstraete, Odjidja, Bezoes (73' Dompé) Sørloth, Jaremtsjoek, Dejaegere (77' David)            | 13' Bezoes 36' Rosted            |
| 10 mei 2019 20:30 Maurice Dufrasnestadion Luik              | Standard Luik                          | 2 – 3                         | KAA Gent                            | Kaminski Souquet, Bronn, Derijck (31' Plastoen), Asare Esiti, Odjidja, Verstraete Sørloth, Jaremtsjoek (85' Kvilitaia), Dejaegere (41' David)       | 59' Esiti                        |
| 10 mei 2019 20:30 Maurice Dufrasnestadion Luik              | Bastien 30' Lestienne 80'              | 0 – 1 1 – 1 1 – 2 2 – 2 2 – 3 | 13' Dejaegere 64' David 90+4' David | Kaminski Souquet, Bronn, Derijck (31' Plastoen), Asare Esiti, Odjidja, Verstraete Sørloth, Jaremtsjoek (85' Kvilitaia), Dejaegere (41' David)       | 59' Esiti                        |
| 16 mei 2019 20:30 Bosuilstadion Antwerpen                   | Antwerp FC                             | 1 – 2                         | KAA Gent                            | Kaminski Souquet, Bronn, Plastoen, Asare Verstraete, Esiti, Odjidja, David (78' Bezoes (90+1' Rosted)) Sørloth, Kvilitaia (75' Jaremtsjoek)         | 71' Bronn 89' Bronn              |
| 16 mei 2019 20:30 Bosuilstadion Antwerpen                   | Bronn 36' (e.d.)                       | 1 – 0 1 – 1 1 – 2             | 45' David 90+4' Sørloth             | Kaminski Souquet, Bronn, Plastoen, Asare Verstraete, Esiti, Odjidja, David (78' Bezoes (90+1' Rosted)) Sørloth, Kvilitaia (75' Jaremtsjoek)         | 71' Bronn 89' Bronn              |
| 19 mei 2019 18:00 Ghelamco Arena Gent                       | KAA Gent                               | 2 – 1                         | RSC Anderlecht                      | Kaminski Souquet, Rosted, Plastoen, Asare Verstraete, Esiti, Odijda, David (89' Bezoes) Sørloth (29' Jaremtsjoek), Kvilitaia (78' Dejaegere)        |                                  |
| 19 mei 2019 18:00 Ghelamco Arena Gent                       | Kvilitaia 2' David 76'                 | 1 – 0 1 – 1 2 – 1             | 73' Bolasie                         | Kaminski Souquet, Rosted, Plastoen, Asare Verstraete, Esiti, Odijda, David (89' Bezoes) Sørloth (29' Jaremtsjoek), Kvilitaia (78' Dejaegere)        |                                  |

#### Overzicht
| Speeldag  | 1  | 2  | 3  | 4  | 5  | 6  | 7  | 8  | 9  | 10 |
| --------- | -- | -- | -- | -- | -- | -- | -- | -- | -- | -- |
| Resultaat | v  | v  | v  | v  | g  | v  | v  | w  | w  | w  |
| Punten    | 25 | 25 | 25 | 25 | 26 | 26 | 26 | 29 | 32 | 35 |
| Positie   | 5  | 6  | 6  | 6  | 6  | 6  | 6  | 6  | 5  | 5  |

#### Klassement
| Pos | Team           | Wed | W | G | V | Ptn | DV | DT | +/− |                                        |
| --- | -------------- | --- | - | - | - | --- | -- | -- | --- | -------------------------------------- |
| 1   | KRC Genk       | 10  | 6 | 2 | 2 | 52  | 19 | 8  | +11 | Kampioen, Groepsfase Champions League  |
| 2   | Club Brugge    | 10  | 7 | 1 | 2 | 50  | 19 | 11 | +8  | Voorrondes Champions League            |
| 3   | Standard Luik  | 10  | 4 | 1 | 5 | 40  | 17 | 16 | +1  | Groepsfase Europa League               |
| 4   | Antwerp FC     | 10  | 4 | 2 | 4 | 39  | 12 | 16 | −4  | Testwedstrijd tegen winnaar Play-off 2 |
| 5   | KAA Gent       | 10  | 3 | 1 | 6 | 35  | 10 | 15 | −5  | Voorrondes Europa League               |
| 6   | RSC Anderlecht | 10  | 1 | 3 | 6 | 32  | 8  | 19 | −11 |                                        |

1. 1 2 3 4  KRC Genk, Standard Luik, RSC Anderlecht en Antwerp FC kregen bij de halvering van de punten een half punt er bij
2. 1 2  Na afloop van de competitie werd bekerwinnaar KV Mechelen geschorst voor Europese competities in het seizoen 2019/20. Hierdoor mocht Standard Luik in hun plaats aantreden in de groepsfase van de Europa League en mocht KAA Gent aantreden in de voorrondes van diezelfde Europa League

## Beker van België
| Beker van België                                   |                                             |                                     |                                                  | |                                                     |
| Wedstrijddetails                                   | Thuisploeg                                  | Uitslag                             | Uitploeg                                         | Opstelling | Kaarten                                             |
| 1/16 finale                                        |                                             |                                     |                                                  | |                                                     |
| 26 september 2018 20:00 Yvan Georgesstadion Virton | Excelsior Virton                            | 2 – 4                               | KAA Gent                                         | Thoelen Rosted, Derijck, Plastoen, Asare Verstraete, Odjidja, Tsjakvetadze Dompé (55' Limbombe), Awoniyi, Azango (69' David)                                                                                                  | 72' Verstraete                                      |
| 26 september 2018 20:00 Yvan Georgesstadion Virton | François 29' Joachim 64'                    | 0 – 1 1 – 1 2 – 1 2 – 2 2 – 3 2 – 4 | 4' Awoniyi 79' Limbombe 90' Awoniyi 91' Limbombe | Thoelen Rosted, Derijck, Plastoen, Asare Verstraete, Odjidja, Tsjakvetadze Dompé (55' Limbombe), Awoniyi, Azango (69' David)                                                                                                  | 72' Verstraete                                      |
| 1/8 finale                                         |                                             |                                     |                                                  | |                                                     |
| 4 december 2018 20:45 Ghelamco Arena Gent          | KAA Gent                                    | 3 – 0                               | Beerschot Wilrijk                                | Kalinić Souquet, Bronn, Rosted, Asare (37' Derijck) Esiti, Verstraete, Odjidja (69' David) Dejaegere (77' Limbombe), Jaremtsjoek, Tsjakvetadze                                                                                | 27' Odjidja 37' Verstraete 71' Esiti                |
| 4 december 2018 20:45 Ghelamco Arena Gent          | Jaremtsjoek 19' Rosted 43' Tsjakvetadze 90' | 1 – 0 2 – 0 3 – 0                   |                                                  | Kalinić Souquet, Bronn, Rosted, Asare (37' Derijck) Esiti, Verstraete, Odjidja (69' David) Dejaegere (77' Limbombe), Jaremtsjoek, Tsjakvetadze                                                                                | 27' Odjidja 37' Verstraete 71' Esiti                |
| Kwartfinale                                        |                                             |                                     |                                                  | |                                                     |
| 18 december 2018 20:45 Stayen Sint-Truiden         | STVV                                        | 1 – 3                               | KAA Gent                                         | Thoelen Souquet, Bronn, Rosted, Asare Esiti (78' David), Odjidja, Tsjakvetadze (75' Smith) Dejaegere (68' Awoniyi), Jaremtsjoek, Dompé                                                                                        | 75' Odjidja 77' Thoelen 90' Jaremtsjoek 90+3' Asare |
| 18 december 2018 20:45 Stayen Sint-Truiden         | Boli 90+1'                                  | 0 – 1 0 – 2 0 – 3 1 – 3             | 37' Dompé 59' Jaremtsjoek 61' Dompé              | Thoelen Souquet, Bronn, Rosted, Asare Esiti (78' David), Odjidja, Tsjakvetadze (75' Smith) Dejaegere (68' Awoniyi), Jaremtsjoek, Dompé                                                                                        | 75' Odjidja 77' Thoelen 90' Jaremtsjoek 90+3' Asare |
| Halve finales                                      |                                             |                                     |                                                  | |                                                     |
| 24 januari 2019 20:45 Ghelamco Arena Gent          | KAA Gent                                    | 2 – 2                               | KV Oostende                                      | Kaminski Souquet, Bronn, Plastoen, Asare Esiti, Dejaegere, David (46' Verstraete) Sørloth, Jaremtsjoek (59' De Smet), Dompé (33' Rosted)                                                                                      | 29' Plastoen 55' Rosted                             |
| 24 januari 2019 20:45 Ghelamco Arena Gent          | Jaremtsjoek 24' Bronn 77'                   | 1 – 0 1 – 1 2 – 1 2 – 2             | 26' De Sutter 79' De Bock                        | Kaminski Souquet, Bronn, Plastoen, Asare Esiti, Dejaegere, David (46' Verstraete) Sørloth, Jaremtsjoek (59' De Smet), Dompé (33' Rosted)                                                                                      | 29' Plastoen 55' Rosted                             |
| 30 januari 2019 20:45 Versluys Arena Oostende      | KV Oostende                                 | 2 – 2 (3 – 4)                       | KAA Gent                                         | Kaminski Bronn, Plastoen (39' Tsjakvetadze), Rosted (76' Dompé) Souquet (97' Derijck), Odjidja, Esiti (62' David), Bezoes, Asare Jaremtsjoek, Sørloth Strafschoppen Derijck , Tsjakvetadze , Sørloth , Bronn , David , Bezoes | 54' Jaremtsjoek 71' Odjidja                         |
| 30 januari 2019 20:45 Versluys Arena Oostende      | De Sutter 9' Sakala 32'                     | 1 – 0 2 – 0 2 – 1 2 – 2             | 85' Sørloth 90+2' Bezoes                         | Kaminski Bronn, Plastoen (39' Tsjakvetadze), Rosted (76' Dompé) Souquet (97' Derijck), Odjidja, Esiti (62' David), Bezoes, Asare Jaremtsjoek, Sørloth Strafschoppen Derijck , Tsjakvetadze , Sørloth , Bronn , David , Bezoes | 54' Jaremtsjoek 71' Odjidja                         |
| Finale                                             |                                             |                                     |                                                  | |                                                     |
| 1 mei 2019 14:30 Koning Boudewijnstadion Brussel   | KAA Gent                                    | 1 – 2                               | KV Mechelen                                      | Kaminski Souquet (64' Dejaegere), Bronn, Derijck, Asare Verstraete, Odjidja, David (68' Bezoes) Sørloth, Kvilitaia, Dompé | 43' Verstraete 93' Asare                            |
| 1 mei 2019 14:30 Koning Boudewijnstadion Brussel   | Dompé 32'                                   | 1 – 0 1 – 1 1 – 2                   | 38' Storm 62' Mera                               | Kaminski Souquet (64' Dejaegere), Bronn, Derijck, Asare Verstraete, Odjidja, David (68' Bezoes) Sørloth, Kvilitaia, Dompé | 43' Verstraete 93' Asare                            |

## Europees

### Voorrondes
| UEFA Europa League                                     |                                       |                         |                       | |                                                        |
| Wedstrijddetails                                       | Thuisploeg                            | Uitslag                 | Uitploeg              | Opstelling | Kaarten                                                |
| Derde voorronde                                        |                                       |                         |                       | |                                                        |
| 9 augustus 2018 19:20 Stadion Miejski Białystok        | Jagiellonia Białystok                 | 0 – 1                   | KAA Gent              | Coosemans Foket, Rosted, Plastoen, Asare Verstraete, Odjidja (89' Dejaegere), Andrijašević Dompé, Awoniyi (69' David), Tsjakvetadze (67' Jaremtsjoek) | 62' Foket                                              |
| 9 augustus 2018 19:20 Stadion Miejski Białystok        |                                       | 0 – 1                   | 85' David             | Coosemans Foket, Rosted, Plastoen, Asare Verstraete, Odjidja (89' Dejaegere), Andrijašević Dompé, Awoniyi (69' David), Tsjakvetadze (67' Jaremtsjoek) | 62' Foket                                              |
| 16 augustus 2018 20:30 Ghelamco Arena Gent             | KAA Gent                              | 3 – 1                   | Jagiellonia Białystok | Kalinić Foket, Rosted, Plastoen, Asare Verstraete, Odjidja, Andrijašević (68' Jaremtsjoek) Dompé (80' Limbombe), Awoniyi (78' David), Tsjakvetadze    | 14' Awoniyi 66' Asare 68' Andrijašević 86' Jaremtsjoek |
| 16 augustus 2018 20:30 Ghelamco Arena Gent             | Awoniyi 14' Jaremtsjoek 85' David 90' | 1 – 0 1 – 1 2 – 1 3 – 1 | 59' Pospíšil          | Kalinić Foket, Rosted, Plastoen, Asare Verstraete, Odjidja, Andrijašević (68' Jaremtsjoek) Dompé (80' Limbombe), Awoniyi (78' David), Tsjakvetadze    | 14' Awoniyi 66' Asare 68' Andrijašević 86' Jaremtsjoek |
| Play-offs                                              |                                       |                         |                       | |                                                        |
| 23 augustus 2018 20:45 Ghelamco Arena Gent             | KAA Gent                              | 0 – 0                   | Girondins de Bordeaux | Kalinić Foket, Rosted, Plastoen, Asare Verstraete, Odjidja, Tsjakvetadze (88' Dejaegere) Dompé (80' Limbombe), Awoniyi (76' David), Jaremtsjoek       |                                                        |
| 23 augustus 2018 20:45 Ghelamco Arena Gent             |                                       |                         |                       | Kalinić Foket, Rosted, Plastoen, Asare Verstraete, Odjidja, Tsjakvetadze (88' Dejaegere) Dompé (80' Limbombe), Awoniyi (76' David), Jaremtsjoek       |                                                        |
| 30 augustus 2018 20:45 Nouveau Stade Bordeaux Bordeaux | Girondins de Bordeaux                 | 2 – 0                   | KAA Gent              | Kalinić Foket, Rosted, Plastoen, Asare Verstraete, Odjidja (46' Dejaegere), Tsjakvetadze Dompé (70' Kvilitaia), Awoniyi (64' David), Jaremtsjoek      | 44' Asare                                              |
| 30 augustus 2018 20:45 Nouveau Stade Bordeaux Bordeaux | Kamano 11' Briand 65' (pen.)          | 1 – 0 2 – 0             |                       | Kalinić Foket, Rosted, Plastoen, Asare Verstraete, Odjidja (46' Dejaegere), Tsjakvetadze Dompé (70' Kvilitaia), Awoniyi (64' David), Jaremtsjoek      | 44' Asare                                              |